# Antonio Venier
Pour les articles homonymes, voir Venier.
Antonio Venier est le 62e doge de Venise élu en 1382. Il est connu pour être un homme incorruptible et d'une très grande discipline.

## Biographie
Antonio Venier est né vers 1330 de parents dont les prénoms sont inconnus. Cette période coïncide avec une  période d'or de l'activité commerciale de Venise.
Il n'existe pas d'information précise sur sa jeunesse et les seules informations certaines qui sont connues évoquent l'évolution du statut de la famille: elle est d'une récente noblesse et ne peut prétendre à des ancêtres prestigieux ni à des alliances politiques d'une certaine importance.
Il épouse Agnese da Mosto dont il a une fille et un fils, Alvise.
Il entreprend une carrière militaire et il atteint, vers 1380, le grade de provéditeur de la forteresse de Ténédos et en 1381, à la veille de son élection, capitaine en Crète.
Les archives évoquent la rigidité de ses jugements et les évènements qui caractériseront son dogat le confirmeront.

### Le dogat

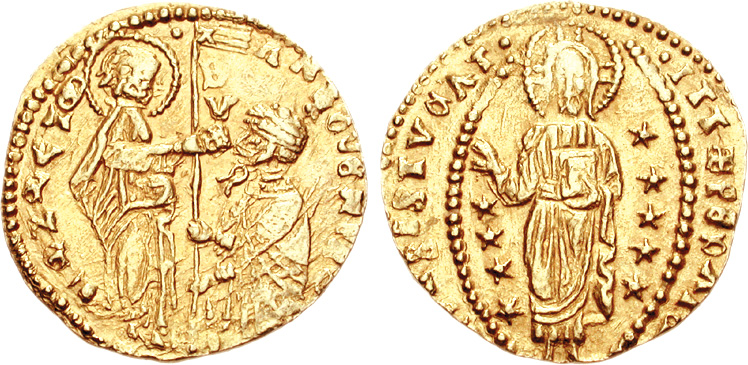
Ducat sous Antonio Venier (1382)

À la mort du doge Michele Morosini (octobre 1382), Venise semble à l'abandon : elle est à peine sortie d'un périlleuse et sanguinaire guerre qui a vu son ennemi aux portes de la cité, beaucoup de citoyens sont ruinés, les voies commerciales sont interrompues, le trésor public est inexistant et la peste s'est déclarée.
Malgré cette tragique situation, de nombreux nobles concourent pour obtenir le dogat. Leur nombre excessif empêche l'un d'entre eux d'être élu. Afin de résoudre cette situation, il est décidé d'élire une personne étrangère aux candidatures.
C'est ainsi que Venier se retrouve doge le 21 octobre 1382 à la surprise générale. Le temps que celui-ci en prenne connaissance, il ne peut rentrer de Crète que trois mois après.

## Les problèmes de famille
Après des débuts enthousiastes, la situation s'avère souvent difficile mais Venier fait preuve d'une grande force d'esprit et de caractère qui l'accompagnera toute sa vie. Pendant les dix huit ans de son règne, il connait par deux fois la montée de eaux, deux épidémies de peste, de nombreux incendies et différents types de malheurs qui ne le feront jamais plier. Il se montre ferme aussi bien dans les affaires d'État que dans sa vie personnelle, particulièrement envers son fils Alvise qui, en 1388, est emprisonné, tombe malade et meurt en prison sans que son père intervienne parce que responsable d'un adultère.
Beaucoup exaltent ce symbole de la justice extrême et le prennent pour modèle, d'autres le critiquent considérant cet excès comme un acte de folie et non de vraie justice.

## La politique extérieure

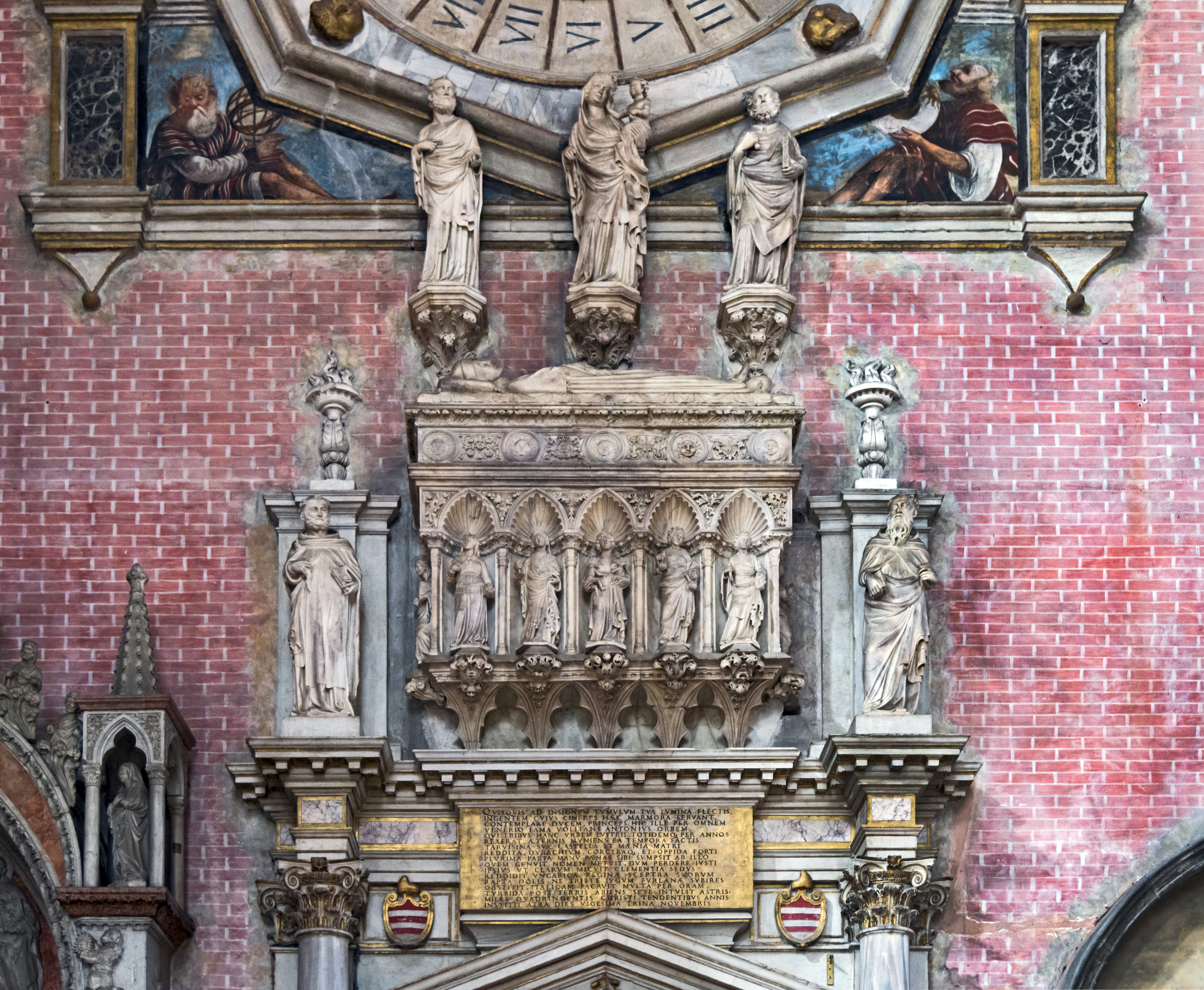
Tombeau à San Zanipolo

Après la fin de la guerre de Chioggia (1382), Venise vit une période de paix et de tranquillité, dérangée à certains moments par l'esprit belliqueux de certains plutôt que par sa volonté.
En 1390 – 1392, les Carraresi, famille régnante de Padoue, pensent à s'allier avec Jean Galéas Visconti afin d'attaquer Venise et le Frioul. Visconti les fait arrêter et donne quelques-unes de leurs terres à Venise afin de s'attirer sa sympathie. Francesco Novello, dernier des Carraresi, réussit à s'allier à Venise et reprendre ses villes.
La guerre dure peu de temps et contraint les Carraresi, ainsi que leurs territoires et leurs sujets, à faire acte de soumission à Venise.
Vers 1399, Venise entre pour la première fois en contact avec les Ottomans, leurs futurs ennemis, mais à l'époque, les rapports sont assez cordiaux et un traité est même conclu.
Le 23 novembre 1400, le doge Antonio Veniero meurt, selon certains de tristesse en raison de la perte de son fils, selon certaines archives, suivi de quelques années par sa femme.
Son tombeau se trouve au-dessus du portail de la chapelle du Rosaire dans la basilique de San Zanipolo, à proximité de la tombe de sa femme Agnese da Mosto et sa fille Orsola Venier.